# Филомессор Калашяна
Филомессор Калашяна (Philomessor kalashiani) — вид жуков из семейства Лейодиды. Редкий вид с ограниченным ареалом. Является мирмекофилом. Видовое название дано в честь Марка Юрьевича Калашяна — энтомолога (область специализации колеоптерология), ныне заведующего Лабораторией энтомологии и почвенной зоологии Института зоологии Национальной АН Армении.

## Описание
Жуки очень мелкого размера с длиной тела около 3 мм. Форма тела овальная. Окраска бело-желтоватая.

## Ареал
Является эндемиком Армении. Известен из окрестностей села Тегер, расположенного на южном склоне горы Арагац. Населяет горные степи.

## Биология
Является мирмекофилом. Найден в муравейниках муравьев вида Messor structor. Жуки были собраны с конца мая до начала июня. Питается муравьями.

## Охрана
Занесен в Красную книгу Армении. Численность не высокая, известен лишь по нескольким экземплярам. Угрозой для вида является деградация степных экосистем в результате перевыпаса скота.